# Tatsunori Yamagata
Tatsunori Yamagata (山形 辰徳 Yamagata Tatsunori?, nacido el 4 de octubre de 1983 en Fukuoka) es un futbolista japonés que se desempeña como defensa.

## Trayectoria

### Clubes
| Club                     | País     | Año         |
| ------------------------ | -------- | ----------- |
| Albirex Niigata          | Japón    | 2002 - 2003 |
| Albirex Niigata Singapur | Singapur | 2004        |
| Avispa Fukuoka           | Japón    | 2005 - 2011 |
| Tochigi SC               | Japón    | 2012 - 2016 |
| Kataller Toyama          | Japón    | 2017        |

## Estadística de carrera

### J. League
| Club            | Año   | J. League | J. League | Copa J. League | Copa J. League | Total | Total |
| Club            | Año   | Part.     | Goles     | Part.          | Goles          | Part. | Goles |
| --------------- | ----- | --------- | --------- | -------------- | -------------- | ----- | ----- |
| Albirex Niigata | 2002  | 2         | 0         | -              | -              | 2     | 0     |
| Albirex Niigata | 2003  | 6         | 1         | -              | -              | 6     | 1     |
| Avispa Fukuoka  | 2005  | 14        | 0         | -              | -              | 14    | 0     |
| Avispa Fukuoka  | 2006  | 6         | 0         | 4              | 0              | 10    | 0     |
| Avispa Fukuoka  | 2007  | 42        | 0         | -              | -              | 42    | 0     |
| Avispa Fukuoka  | 2008  | 40        | 0         | -              | -              | 40    | 0     |
| Avispa Fukuoka  | 2009  | 45        | 0         | -              | -              | 45    | 0     |
| Avispa Fukuoka  | 2010  | 31        | 1         | -              | -              | 31    | 1     |
| Avispa Fukuoka  | 2011  | 31        | 0         | 2              | 0              | 33    | 0     |
| Tochigi SC      | 2012  | 19        | 0         | -              | -              | 19    | 0     |
| Tochigi SC      | 2013  | 31        | 0         | -              | -              | 31    | 0     |
| Tochigi SC      | 2014  | 34        | 0         | -              | -              | 34    | 0     |
| Tochigi SC      | 2015  | 19        | 0         | -              | -              | 19    | 0     |
| Tochigi SC      | 2016  | 27        | 1         | -              | -              | 27    | 1     |
| Kataller Toyama | 2017  | 31        | 0         | -              | -              | 31    | 0     |
| Total           | Total | 378       | 3         | 6              | 0              | 384   | 3     |

## Palmarés

### Títulos nacionales
| Título    | Club            | País  | Año  |
| --------- | --------------- | ----- | ---- |
| J2 League | Albirex Niigata | Japón | 2003 |